# Reich Jaakov Koppel
Reich Jaakov Koppel (vagy Koppél, Verbó, 1838. február 24. – Budapest, 1929. szeptember 22.) 1872-től 1890-ig előbb a verbói, majd 1890-től haláláig a Budapesti Ortodox Hitközség főrabbija, a Magyarországi Autonóm Ortodox Izraelita Hitközségnek közel negyven éven az egyik legfőbb vezére, vezetője, az 1927-ben újjáalakított felsőházban az ortodox izraeliták küldöttje (képviselője) haláláig.

## Életrajza
Rabbicsaládba született. Apai nagyapja, Alentkunstadt Jakab (ismertebb nevén Koppl Charif) nősülése révén költözött Bajorországból Magyarországra, a Pozsony vármegyei Stomfára. Innét került Verbóra, ahol aztán negyvenöt éven át vezette az általa alapított jesívát, illetve praktizált rabbiként. Apja, Jechezkiél (Ezékiel) Reich Trencsénbányán volt rabbi.
Koppel előbb a szülői házban, majd a nagyváradi, majd a Hátám Szófer alapította pozsonyi jesivában tanult. Jiszráel Schauer ószombati rabbitól kapta a képesítést. Később feleségül vette a mestere lányát, és 1859-ben elfoglalta apósa rabbiszékét, amint az az akkori orthodox világban szokásos volt. 1872-ben Verbó hitközsége hívta meg rabbijául, amit 1890-ig látott el.
Szülővárosa, Verbó hitközsége képviseletében vett részt vett az 1868. évi országos izraelita kongresszuson, ahol beszédeivel több más nagy tekintélyű rabbival együtt az ortodoxiát védelmezte. A kongresszus eredményeképpen három irányzatra (neológ, ortodoxia, statusquo ante) szakadt a magyar zsidóság, s a magyar ortodoxia 1870-ben létrehozta önálló hitközségeit és országos szervezetét. A status quo ante irányzat, mint harmadik, csak jóval később szerveződött országos szövetséggé.
1890-ben választották Budapest ortodox főrabbijává Szófér Chaim utódaként, amit 39 éven át látott el. Működésének ideje alatt jöttek létre az ortodoxia alapvető – máig is működő – intézményei, mint a hitközségi iskola (1911) a székház (1912) a Kazinczy utcai zsinagóga (1913) valamint számtalan egyéb ma már többnyire nem működő zsinagóga, imaház és egyéb intézmény.
1927-ben a hitközség őt delegálta az újjáalakított magyar felsőházba, így ő lett az első magyar rabbi, aki az ortodox zsidóságot képviselhette a magyar országgyűlés felsőházában. Az ekkor 89 éves rabbit megkérték, hogy maradjon távol az alakuló üléstől, mivel azt mindig a mindenkori korelnök vezette volna, a kormány pedig nem akarta megkockáztatni azt a botrányt, hogy a felsőházat, ha csak egyetlen napra is, de egy ortodox rabbi vezesse. Koppel eleget tett a kérésnek és „betegeskedése miatt” kihagyta az első ülésnapot.
Koppel Reich 1929-ben halt meg. Temetése olyan külsőségek között folyt le, mintha Magyarország egy nagy államférfit gyászolna; a kormány lovasegységet küldött ki, és rendőrszázad ügyelt a rendre.
Koppel Reichnek mind a négy fia ortodox rabbiként működött Magyarországon, illetve az akkori Csehszlovákia területén.

## Források

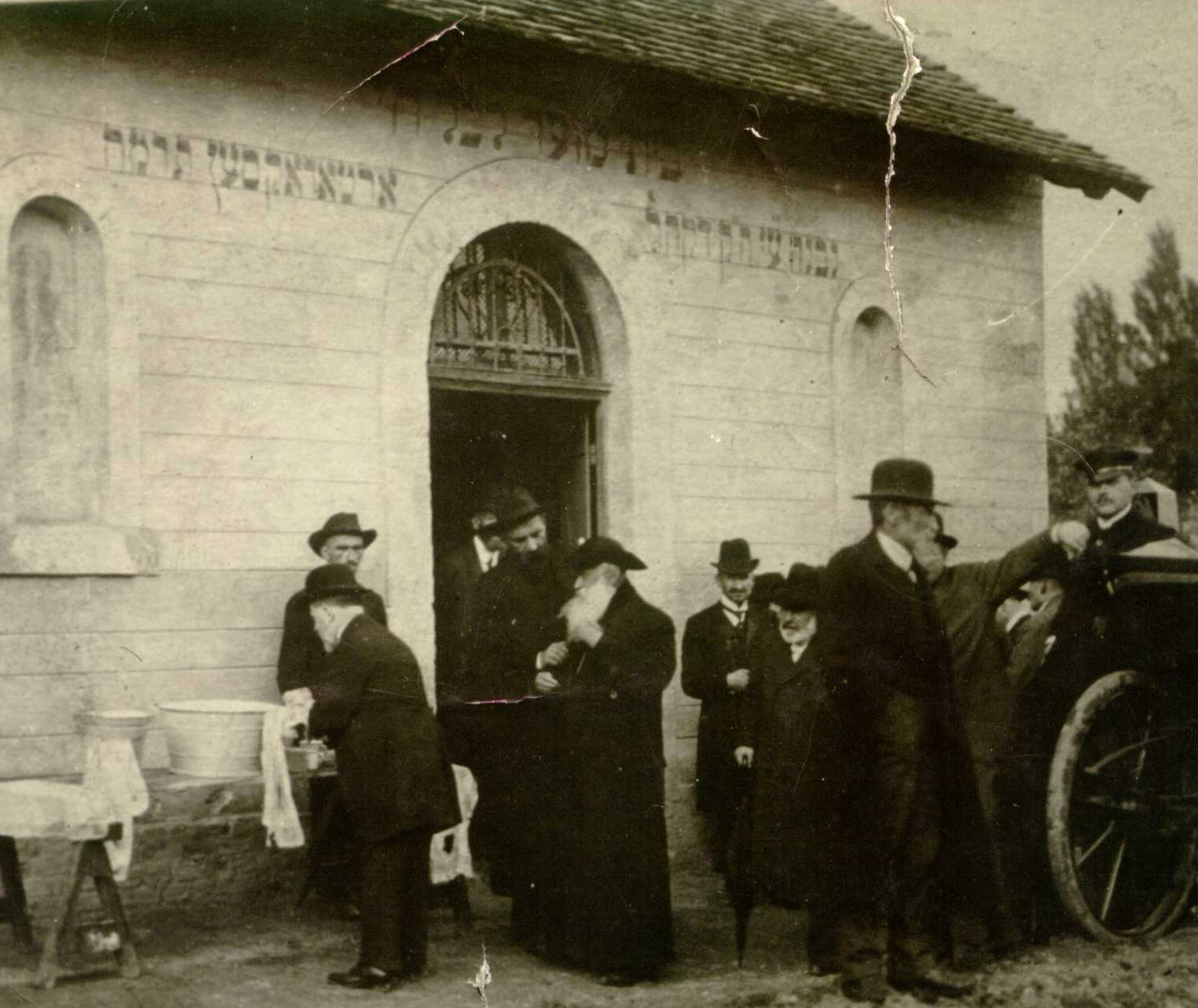
Reich Jaakov Koppel a Csörsz utcai zsidó temetőnél

## Egyéb irodalom
- Cseh Viktor: Elgáncsolt, célba ért és kizárt rabbik – Tizenhárom év a felsőházban (zsido.com, 2019. jún. 21.)

| Elődje: ' | Az Országgyűlés korelnöke 1927 – 1929 | Utódja: ' |